# Мішель Соньї
Мішель Соньї (фр. Michel Sogny; 21 листопада 1947, По, Аквітанія, Франція) — французький піаніст, композитор і письменник угорського походження. Створив нову методику навчання гри на фортепіано. Цей метод дає можливість оволодіти інструментом учням будь-якого віку, тоді як загалом вивчення фортепіано вважалося неможливим після дитинства.

## Біографія
Мішель Соньї навчався в Паризькій нормальній школі музики, де навчався гри на фортепіано під керівництвом Жуля Жантіля та Івонни Деспорт. Має ступінь бакалавра з літератури, ступінь магістра з психології та ступінь доктора філософії, обидва здобуті в Сорбоннському університеті в 1974 році під керівництвом Володимира Янкелевича. Мішель Соньї є засновником SOS Talents Foundation.
Разом із Бланденом Олів'є де Пре, онуком Валері Жискар д’Естена та Ференца Ліста, Соньї був одним із членів-засновників Французької асоціації Ференца Ліста.

## Методика викладання фортепіано Мішеля Соньї
Методологія Соньї викладається в Парижі та Женеві, у школах, які він заснував. З 1974 року більше 20 000 студентів опанували фортепіано за методикою Соньї.
Методика складається з двох основних компонентів: дидактичної роботи — Prolégomènes, які є невеликими вправами. Polégomènes розвиває сприйняття симфонії та музичного звучання. Другий складається з циклу досліджень, який зосереджується на розвитку технічних навичок, таких як рух рук і постава.
Одним із учнів Соньї, який почав займатися фортепіано в дорослому віці, був учитель французької мови Мішель Паріс. Після закінчення чотирирічного курсу методології Соньї у віці 30 років він дав сольний концерт у Театрі Єлисейських полів під патронатом Міністерства культури.
Іншою ученицею Мішеля Соньї була Клодін Жевако, яка виступала в Театрі Єлисейських полів у 1983 і 1984 роках.
У 1981 році Сенат Франції офіційно звернувся до міністра культури Жака Ланге з проханням обговорити впровадження методології Мішеля Соньї у всій Франції.